# 湯一湛
湯一湛（？—？），字允熙，南直隶太平府蕪湖縣人。明朝政治人物。

## 生平
与兄汤一统同登万历四十三年（1615年）乙卯科应天乡试举人，天啓五年（1625年）乙丑科進士，崇祯初擢兵部主事，升职方司员外郎，管理册库，晋车驾司郎中，出官顺德府知府。郡值畿南，衝繁難治，一湛氣正，性不畏強禦，吏民服咏。